# Bloomfield (Nebraska)
Bloomfield é uma cidade localizada no estado americano de Nebraska, no Condado de Knox.

## Demografia
Segundo o censo americano de 2000, a sua população era de 1126 habitantes. 
Em 2006, foi estimada uma população de 1029, um decréscimo de 97 (-8.6%).

## Geografia
De acordo com o United States Census Bureau, a localidade tem uma área de 2,1 km², sem área coberta por água.

## Localidades na vizinhança
O diagrama seguinte representa as localidades num raio de 24 km ao redor de Bloomfield. 